# Abdij Schönthal
Schönthal was een abdijvorstendom binnen het Heilige Roomse Rijk. De abdij was niet bij een kreits ingedeeld.
In het midden van de dertiende eeuw stichtte Wolfram van Bebenburg een cisterciënzer klooster met de naam Neusaß. In 1163 werd de naam gewijzigd in Schönthal. In 1157 stelde keizer Frederik I het klooster onder de bescherming van het Rijk. 
In 1418 maakte keizer Sigismund het klooster rijksvrij. In 1495 verving keizer Maximiliaan I de bescherming door het Rijk door die van het keurvorstendom Mainz. In 1632 werd het klooster tijdelijk geseculariseerd door het graafschap Hohenlohe. Onder abt Christoph Haan (1636-1673) kwam het klooster tot grote bloei en verwierf veel goederen. In 1671 werd de heerlijkheid Aschhausen verworven. Deze heerlijkheid behoorde tot het gebied van de rijksridderschap. Aan het eind van de zeventiende eeuw probeerde Mainz een eind te maken aan de zelfstandigheid van het klooster.
Door paragraaf 6 van de Reichsdeputationshauptschluss van 25 februari 1803 kwam Schönthal aan het keurvorstendom Württemberg.

## Bezit
- Schönthal, Aschhausen, Bieringen met Weltersberg, Diebach, Oberkessach met Hopfengarten en Weigenthal, Westernhausen, half Berlichingen
- de hoven Büschelhof, Eichelshof, Halberg, Halsberg, Muthof, Neuhof, Neusaß, Sershof, Schleierhof, Spitzenhof, de proosdijhof te Mergentheim en de Schönthaler hof te Heilbronn.